# Wayne Fontana
Wayne Fontana (ur. jako Glyn Geoffrey Ellis 28 października 1945 w Manchesterze, zm. 6 sierpnia 2020 w Stockport) – brytyjski wokalista. Najbardziej znany jako założyciel i członek zespołu Wayne Fontana & the Mindbenders (1963–1965), którego największym przebojem był „The Game of Love” (1965). Po odejściu z zespołu kontynuował działalność artystyczną na własną rękę, ale bez powodzenia. W późniejszym okresie życia wszedł w konflikt z prawem.

## Życiorys i kariera muzyczna

### Wayne Fontana and the Mindbenders
Glyn Geoffrey Ellis urodził się 28 października 1945 roku w Manchesterze, w dzielnicy Levenshulme. Po opuszczeniu szkoły pracował w sklepie płytowym. Działalność artystyczną zaczął jeszcze pod koniec lat 50. jako główny wokalista założonego przez siebie skifflowego zespołu The Velfins; wówczas to przyjął pseudonim Fontana, na cześć perkusisty Elvisa Presleya, D.J. Fontany. W 1962 roku przekształcił manchesterski zespół The Jets w Wayne Fontana and the Jets z sobą jako głównym wokalistą, grającym również na tamburynie, Terrym Mortonem na gitarze prowadzącej, Stuartem Sirettem na gitarze rytmicznej, Bobem Langiem na gitarze basowej i Ianem „Skin” Lucasem na perkusji. Ten półprofesjonalny zespół występował na przełomie 1962 i 1963 roku w lokalnych klubach Manchesteru i okolic. 4 maja 1963 roku podczas pokazowego koncertu dla wytwórni Fontana Records w Oasis Club w Manchesterze zespół spotkał producenta Jacka Baverstocka, który szukał nowych Beatlesów. Jednak na koncercie pojawili się tylko Fontana i Lang, więc skład w ostatniej chwili uzupełnili miejscowi muzycy: Eric Stewart i Ric Rothwell. Pomimo fatalnego występu Baverstock dostrzegł w muzykach wystarczający potencjał, aby podpisać z nimi kontrakt nagraniowy. Zespół zmienił nazwę na Wayne Fontana and the Mindbenders, nawiązując do aktualnie granego horroru The Mind Benders z udziałem Dirka Bogarde’a. W debiutanckim składzie znaleźli się:
- Wayne Fontana – główny wokal,
- Bob Lang (ur. jako Robert F. Lang 10 stycznia 1946, Manchester) – gitara basowa,
- Eric Stewart (ur. jako Eric Michael Stewart 20 stycznia 1945, Droylsden) – gitara prowadząca, wokal,
- Ric Rothwell (ur. jako Eric Richard? Rothwell 11 marca 1944, Stockport) – perkusja[2].

Debiutanckim nagraniem zespołu, wydanym w czerwcu 1963 roku, był cover piosenki „My Girl Josephine” Fatsa Domino, nagrany pod zmienionym tytułem „Hello Josephine”. Piosenka nie była jednak wielkim hitem, zajęła dopiero 46 miejsce na liście przebojów, a dwa kolejne single, „For You, For You” (październik 1963) i cover „Little Darling” zespołu The Diamonds (luty 1964), odniosły jeszcze mniejszy sukces. Sukcesem natomiast okazał się singiel „Um, Um, Um, Um, Um, Um”, który 14 października 1964 roku doszedł do 5. miejsca na brytyjskiej liście przebojów UK Singles Chart.
10 lutego 1965 roku singiel zespołu „The Game of Love” osiągnął pozycję nr 2. na brytyjskiej liście przebojów UK Singles Chart. 27 marca tego samego roku wszedł na listy przebojów w Stanach Zjednoczonych (pod tytułem „Game Of Love”)dochodząc 24 kwietnia do 1. miejsca, jako jedyny hit zespołu na tamtejszym rynku. 10 maja dotarł do 3. miejsca na kanadyjskiej liście przebojów. 9 kwietnia zespół wystąpił na The New Musical Express Poll Winners' Concert w towarzystwie takich gwiazd jak: The Beatles, Tom Jones, The Kinks, The Moody Blues, The Rolling Stones i The Searchers, natomiast w sierpniu odbył swoje pierwsze tournée po Stanach Zjednoczonych, jako support Herman’s Hermits. W tym czasie doszło do nieporozumień w zespole co do jego profilu muzycznego. 6 października 1965 roku zapowiedziano rozwiązanie zespołu, co nastąpiło ostatniego dnia miesiąca. Dzień wcześniej, podczas ostatniego występu zespołu w The Pavilion w Buxton Gardens Fontana w połowie koncertu opuścił kolegów. odwracając się do Stewarta i mówiąc: „To wszystko jest twoje”. Pozostali muzycy postanowili kontynuować działalność jako trio pod skróconą nazwą The Mindbenders.

### Kariera solowa
Fontana był jednak nadal związany kontraktem z wytwórnią, więc kontynuował występy jako artysta solowy pod nazwą The Opposition. Wydał kilka singli, których strony A powstawały we współpracy z innymi autorami, zaś na stronach B były jego własne kompozycje. Największy solowy singiel Fontany, „Pamela, Pamela”, został napisany przez Grahama Gouldmana. Był to jego ostatni singiel, który wszedł na listy przebojów w Wielkiej Brytanii zajmując 14 grudnia 1966 roku pozycję 11. Jeden z jego późniejszych singli, „The Impossible Years”, również napisał Gouldman. Inne jego single (nagrane w latach 1968–1969), to: „Never an Everyday Thing”, „Dayton Ohio 1903”, „We're Building a Love”, „Charlie Cass” i ostatni, „The Last Bus Home”, wydany przez wytwórnię Polydor Records dopiero w 1976 roku. W 1970 roku wystąpił na pierwszym Glastonbury Festival. Ponieważ nigdy nie osiągnął sukcesów z czasów The Mindbenders, zrobił w tym samym roku przerwę w swej karierze muzycznej. Jak wyjaśniał w wywiadzie dla Daily Express w 2017 roku dodatkowym powodem stało się nadużywanie alkoholu. Przełom w jego życiu nastąpił, gdy w 1977 roku zaproponowano mu udział w programie The Solid Silver 60s Show, z którym związał się na ponad 40 lat. W tym samym roku zaprzestał nadużywania alkoholu. Wcześniej nawiązał współpracę z dawnym kolegą z zespołu, Erikiem Stewartem, jednak zarejestrowanych nagrań nie zdołał wprowadzić na listy przebojów.
W 2007 roku Fontana popadł w konflikt z prawem. W listopadzie został skazany na 11 miesięcy więzienia po tym, jak podpalił samochód komornika za niezapłaconą karę. Na rozprawie w Sądzie Koronnym w Derby pojawił się w fantazyjnym stroju, w koronie i domowej roboty pelerynie oraz z makietą miecza i wagą. Dwa ostatnie rekwizyty musiał oddać strażnikom przed rozpoczęciem rozprawy. Choć został skazany, uniknął pobytu w więzieniu, gdyż został objęty ustawą o zdrowiu psychicznym (Mental Health Act). Lekarze zdiagnozowali u niego również osobowość paranoiczną i depresję.
Fontana zmarł 6 sierpnia 2020 roku na raka w szpitalu Stepping Hill Hospital w Stockport (Wielki Manchester). O jego śmierci poinformował na Facebooku jego wieloletni przyjaciel, Peter Noone, główny wokalista zespołu Herman’s Hermits.

## Życie prywatne
Był żonaty z Suzanne Davies. Mieli córkę i dwóch synów.